# Tourville-en-Auge
Tourville-en-Auge est une commune française, située dans le département du Calvados en région Normandie, peuplée de 258 habitants (les Tourvillais).

## Géographie
| Saint-Gatien-des-Bois                              | Saint-Gatien-des-Bois | Saint-Gatien-des-Bois |
| Saint-Gatien-des-Bois, Saint-Martin-aux-Chartrains | Tourville-en-Auge     | Saint-Gatien-des-Bois |
| Coudray-Rabut                                      | Coudray-Rabut         | Saint-Gatien-des-Bois |

### Hydrographie
La commune est située dans le bassin Seine-Normandie. Elle est drainée par le Douet, le fossé 01 du Lieu Biteux, le ruisseau de la Fontaine Puante et le cours d'eau 01 de la Fontaine Balan,,.

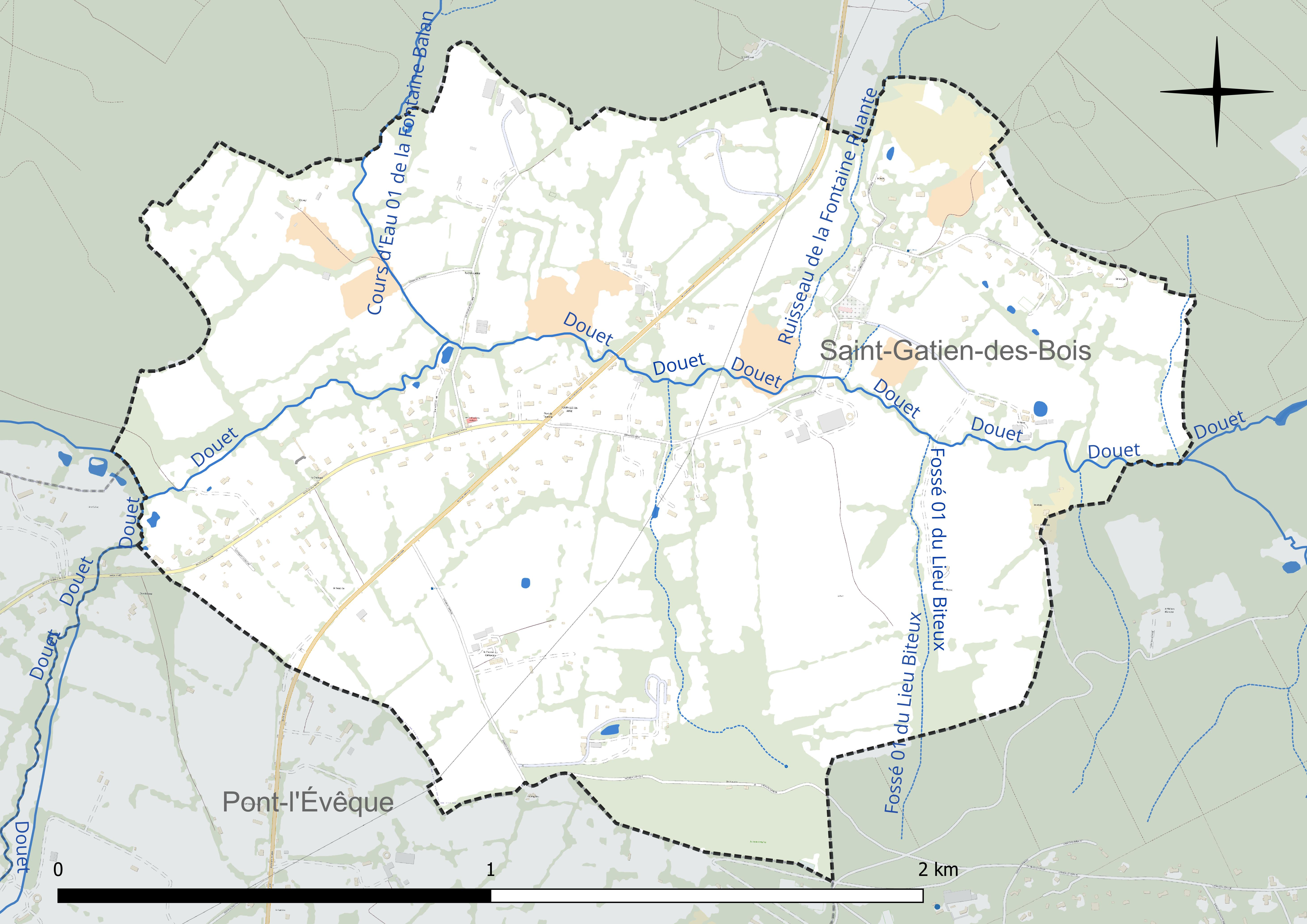
Réseau hydrographique de Tourville-en-Auge.

### Climat
Pour des articles plus généraux, voir Climat de la Normandie et Climat du Calvados.
En 2010, le climat de la commune est de type climat océanique franc, selon une étude du CNRS s'appuyant sur une série de données couvrant la période 1971-2000. En 2020, Météo-France publie une typologie des climats de la France métropolitaine dans laquelle la commune est exposée à un climat océanique et est dans la région climatique  Côtes de la Manche orientale, caractérisée par un faible ensoleillement (1 550 h/an) ; forte humidité de l'air (plus de 20 h/jour avec humidité relative > 80 % en hiver), vents forts fréquents. Parallèlement le GIEC normand, un groupe régional d'experts sur le climat, différencie quant à lui, dans une étude de 2020, trois grands types de climats pour la région Normandie, nuancés à une échelle plus fine par les facteurs géographiques locaux. La commune est, selon ce zonage, exposée à un « climat contrasté des collines », correspondant au Pays d'Auge, Lieuvin et Roumois, moins directement soumis aux flux océaniques et connaissant toutefois des précipitations assez marquées en raison des reliefs collinaires qui favorisent leur formation.
Pour la période 1971-2000, la température annuelle moyenne est de 10,6 °C, avec  une amplitude thermique annuelle de 12,8 °C. Le cumul annuel moyen de précipitations est de 823 mm, avec 12,7 jours de précipitations en janvier et 8,3 jours en juillet. Pour la période 1991-2020, la température moyenne annuelle observée sur la station météorologique la plus proche, située sur la commune de Saint-Gatien-des-Bois à 3 km à vol d'oiseau, est de 11 °C et le cumul annuel moyen de précipitations est de 920,4 mm,. Pour l'avenir, les paramètres climatiques de la commune estimés pour 2050 selon différents scénarios d'émission de gaz à effet de serre sont consultables sur un site dédié publié par Météo-France en novembre 2022.

## Urbanisme

### Typologie
Au 1er janvier 2024, Tourville-en-Auge est catégorisée commune rurale à habitat dispersé, selon la nouvelle grille communale de densité à 7 niveaux définie par l'Insee en 2022.
Elle appartient à l'unité urbaine de Dives-sur-Mer, une agglomération intra-départementale dont elle est une commune de la banlieue,. Par ailleurs la commune fait partie de l'aire d'attraction de Trouville-sur-Mer, dont elle est une commune de la couronne,. Cette aire, qui regroupe 35 communes, est catégorisée dans les aires de moins de 50 000 habitants,.

### Occupation des sols
L'occupation des sols de la commune, telle qu'elle ressort de la base de données européenne d'occupation biophysique des sols Corine Land Cover (CLC), est marquée par l'importance des territoires agricoles (80,9 % en 2018), en diminution par rapport à 1990 (97 %). La répartition détaillée en 2018 est la suivante : 
prairies (80,9 %), zones urbanisées (16,3 %), forêts (2,8 %). L'évolution de l'occupation des sols de la commune et de ses infrastructures peut être observée sur les différentes représentations cartographiques du territoire : la carte de Cassini (XVIIIe siècle), la carte d'état-major (1820-1866) et les cartes ou photos aériennes de l'IGN pour la période actuelle (1950 à aujourd'hui).

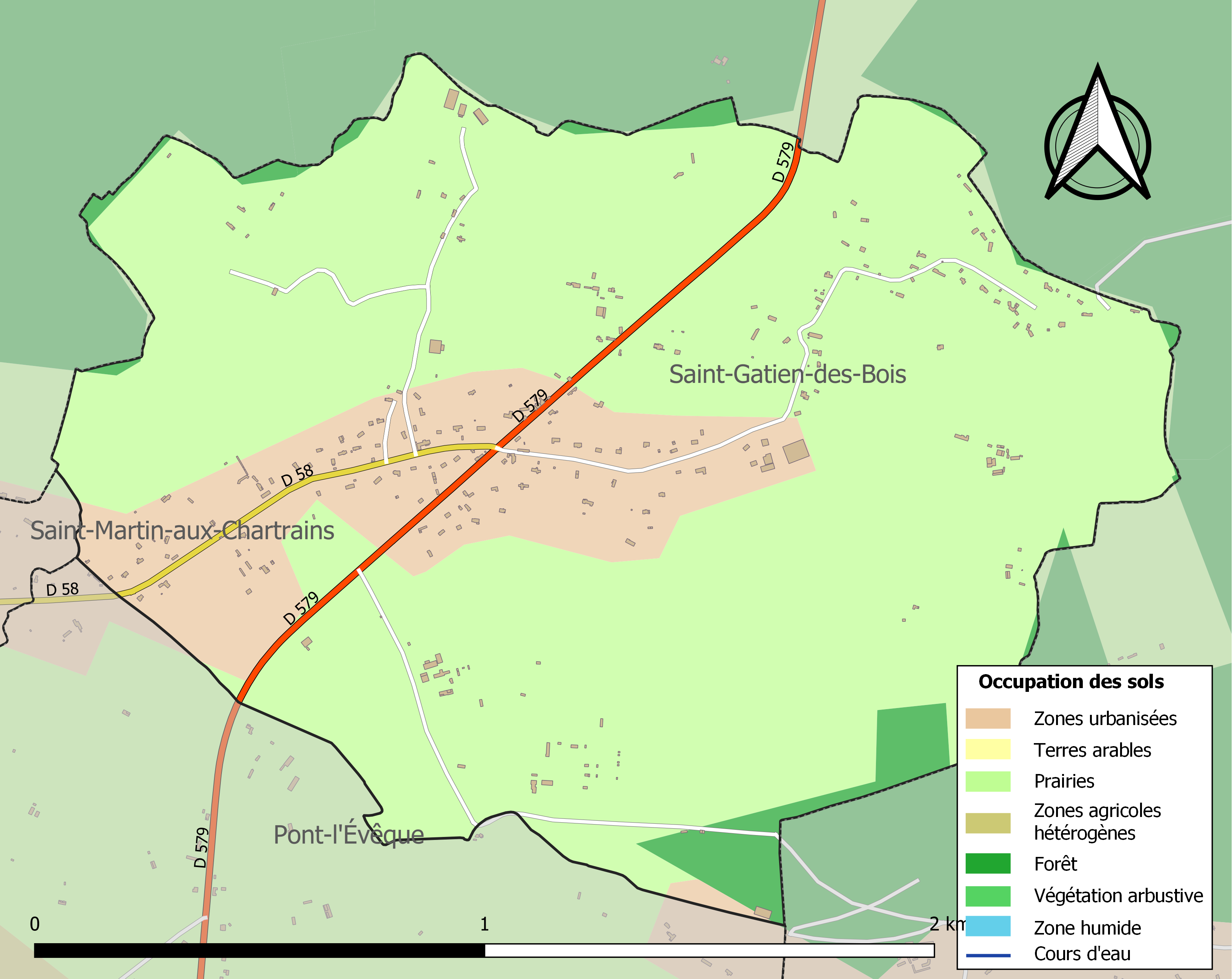
Carte des infrastructures et de l'occupation des sols de la commune en 2018 (CLC).

## Toponymie
Le toponyme est attesté sous les formes Torvilla en 1212, Tourevilla au XIVe siècle, Tourvilla au XVIe siècle.
Il s'agit d'une formation toponymique médiévale en -ville au sens ancien de « domaine rural » (ancien français ville / vile, lui-même issu du latin villa).
Selon Albert Dauzat, le premier élément Tor- représenterait l'anthroponyme scandinave Thordr, alors que René Lepelley y reconnaît le nom de personne norrois Thori. François de Beaurepaire rejette ces deux explications empruntées à Jean Adigard des Gautries arguant du fait que la forme primitive de la plupart des Tourville est Tor villa ou Tur villa, il identifie le nom de personne scandinave Thor (comprendre vieux danois Thor, vieux norrois Þórr, forme rajeunie Tor).
En 1936, le locatif en Auge est rajouté au nom, permettant ainsi de différencier le toponyme des nombreux homonymes en Normandie.

## Politique et administration
| Période                                  | Période  | Identité           | Étiquette | Qualité              |
| ---------------------------------------- | -------- | ------------------ | --------- | -------------------- |
| 1983                                     | En cours | Christine Villotte | DVD       | Exploitante agricole |
| Les données manquantes sont à compléter. |          |                    |           |                      |

Le conseil municipal est composé de onze membres dont le maire et trois adjoints.

## Démographie
L'évolution du nombre d'habitants est connue à travers les recensements de la population effectués dans la commune depuis 1793. Pour les communes de moins de 10 000 habitants, une enquête de recensement portant sur toute la population est réalisée tous les cinq ans, les populations de référence des années intermédiaires étant quant à elles estimées par interpolation ou extrapolation. Pour la commune, le premier recensement exhaustif entrant dans le cadre du nouveau dispositif a été réalisé en 2006.
En 2022, la commune comptait 258 habitants, en évolution de +7,5 % par rapport à 2016 (Calvados : +1,58 %, France hors Mayotte : +2,11 %).
Tourville a compté jusqu'à 345 habitants en 1806.
| 1793 | 1800 | 1806 | 1821 | 1831 | 1836 | 1841 | 1846 | 1851 |
| ---- | ---- | ---- | ---- | ---- | ---- | ---- | ---- | ---- |
| 288  | 269  | 345  | 303  | 305  | 294  | 270  | 298  | 318  |

| 1856 | 1861 | 1866 | 1872 | 1876 | 1881 | 1886 | 1891 | 1896 |
| ---- | ---- | ---- | ---- | ---- | ---- | ---- | ---- | ---- |
| 255  | 236  | 231  | 217  | 195  | 188  | 210  | 232  | 210  |

| 1901 | 1906 | 1911 | 1921 | 1926 | 1931 | 1936 | 1946 | 1954 |
| ---- | ---- | ---- | ---- | ---- | ---- | ---- | ---- | ---- |
| 214  | 212  | 210  | 193  | 169  | 193  | 187  | 168  | 168  |

| 1962 | 1968 | 1975 | 1982 | 1990 | 1999 | 2006 | 2011 | 2016 |
| ---- | ---- | ---- | ---- | ---- | ---- | ---- | ---- | ---- |
| 154  | 131  | 140  | 166  | 207  | 221  | 230  | 258  | 240  |

| 2021 | 2022 | - | - | - | - | - | - | - |
| ---- | ---- | - | - | - | - | - | - | - |
| 252  | 258  | - | - | - | - | - | - | - |

## Lieux et monuments
- Église Saint-Jean-Baptiste, en partie du XIIe siècle.

Elle abrite un retable de la fin du XVIIe représentant au centre une descente de croix et de chaque côté une Vierge à l'Enfant et saint Joseph ainsi qu'un tableau d'un évêque datant de la 1re moitié du XVIIIe et du XIXe pour le cadre inscrit au titre objet aux monuments historiques.
- Château de Tourville, en brique.
- Vestiges d'une motte féodale[31].

L'église Saint-Jean-Baptiste
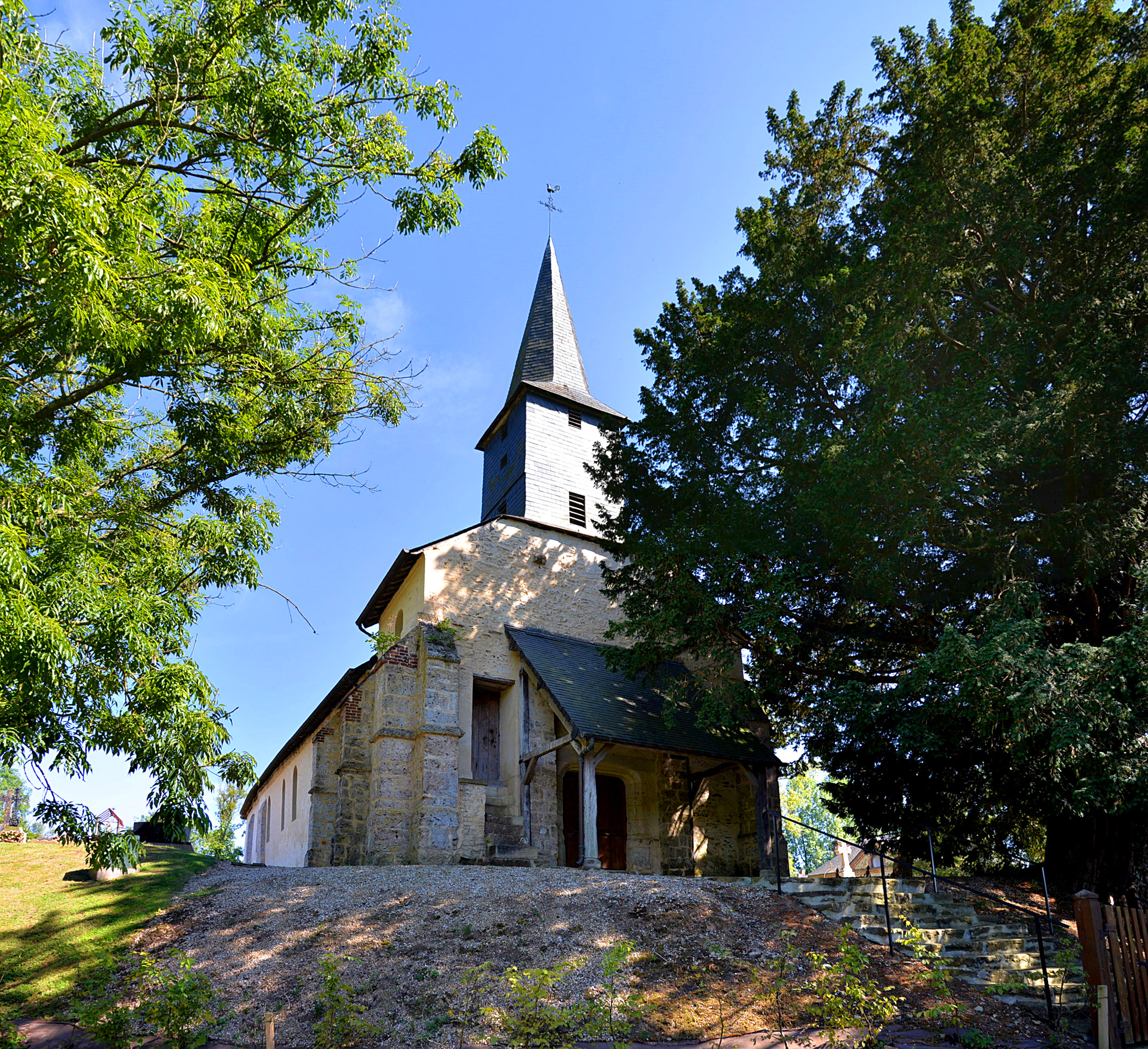
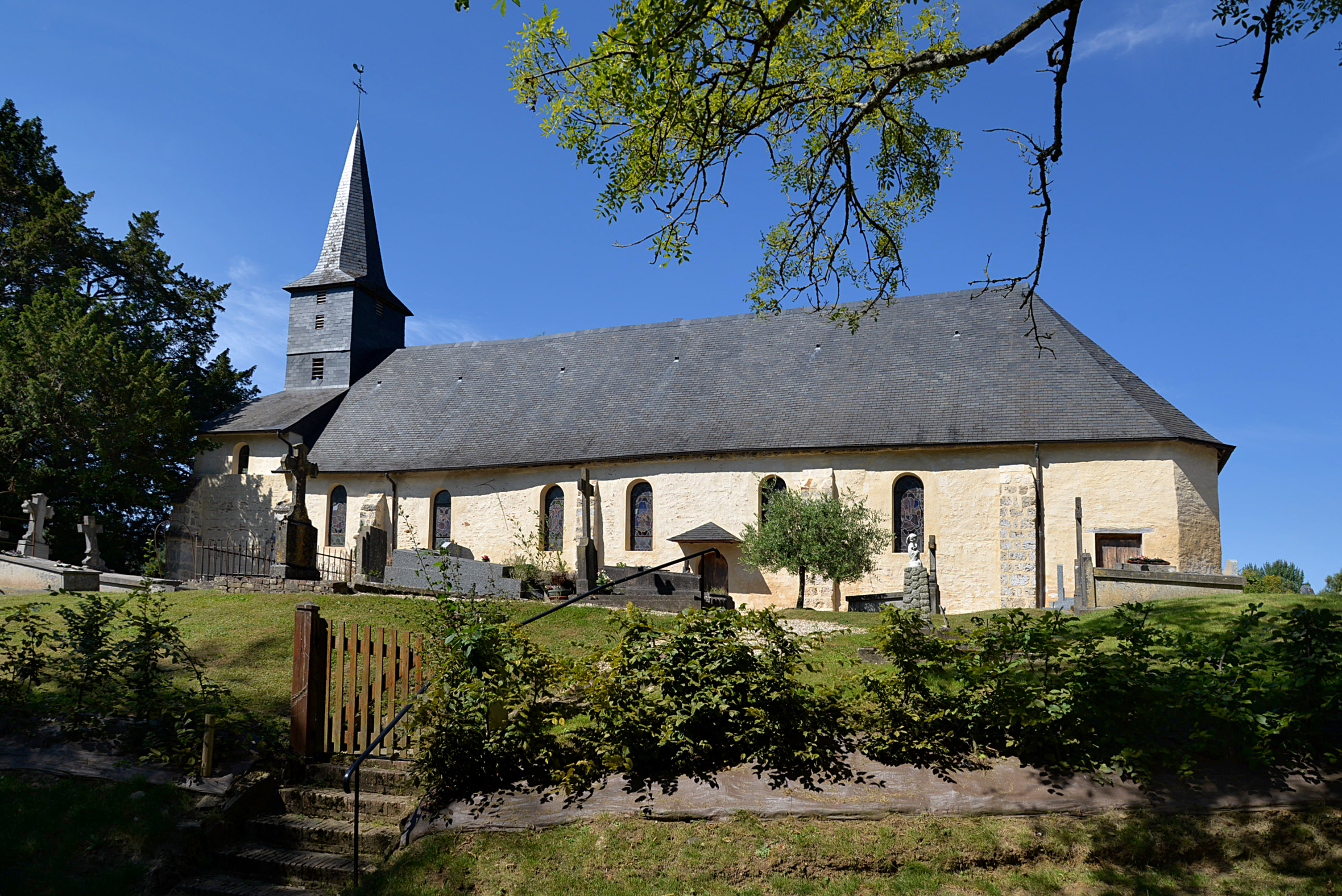
Vue sud.